# Ommatius munroi
Ommatius munroi är en tvåvingeart som beskrevs av Stanley Willard Bromley 1936. Ommatius munroi ingår i släktet Ommatius och familjen rovflugor. Inga underarter finns listade i Catalogue of Life.